# Nagy európai buborékkamra

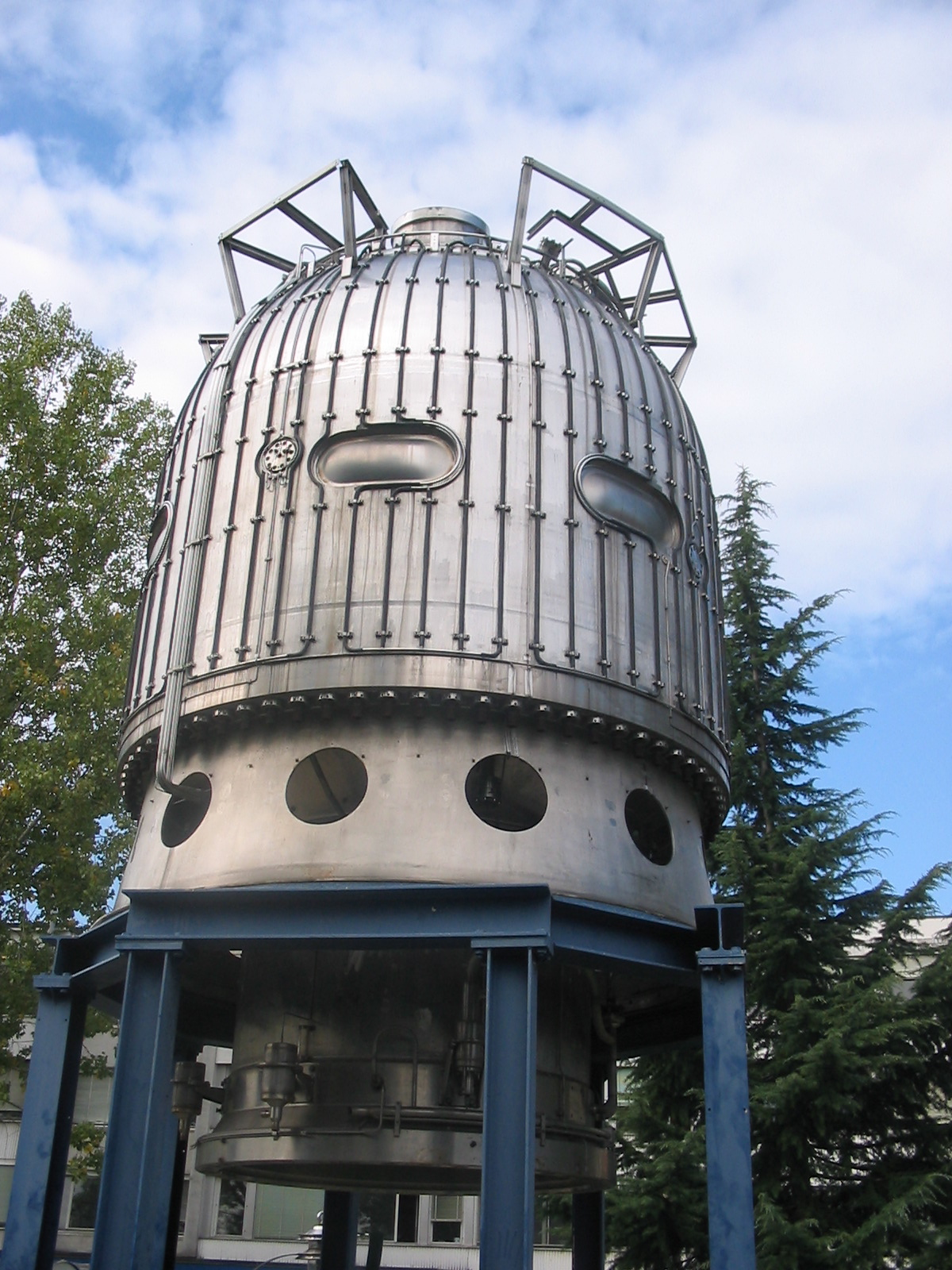
A BEBC tartálya

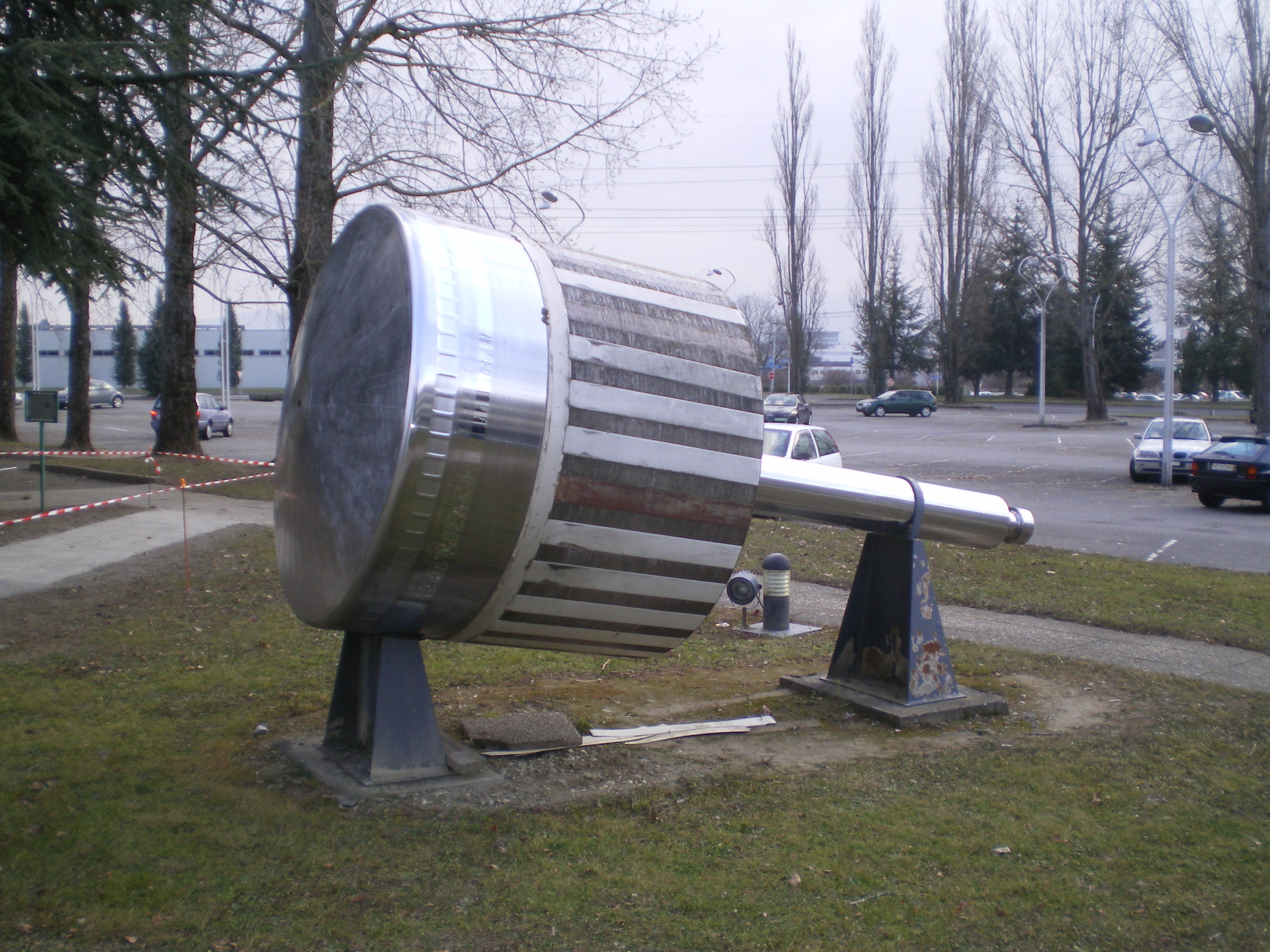
A BEBC dugattyúja

A Nagy európai buborékkamra a CERN és a DESY által kezdeményezett részecskedetektor – buborékkamra – volt a CERN-ben. 1967-ben határozták el az építését és 1973-ban készítették az első fényképfelvételt. 1984-ig működött, 1985-ben szétszerelték. Nagyobb alkatrészei ma szabadtéri kiállítási tárgyak a CERN-ben.

## Tulajdonságai
Rozsdamentesacél-tartályának átmérője 3,7 m, magassága 4 m volt. 35 m³ folyadékkal (hidrogén, deutérium, vagy neon–hidrogén keverék). Érzékenységét egy 2 tonnás dugattyúval állították be.

## Alkalmazása
1973-tól a protonszinkrotron kísérletei mellett működött, majd 1977-ben áthelyezték a szuper protonszinkrotronhoz, ahol több más detektorral együtt egy nagyobb összetett detektor, az Európai hibrid spektrométer része lett. Itt maximálisan 450 GeV-es proton és neutrinónyalábnak tették ki. 1984-ig 22 kísérlet számára 6,3 millió fényképfelvételt készített.